# António Caetano da Rocha
António Caetano da Rocha (? — Ponta Delgada, 21 de Junho de 1772) foi o 21.º bispo da Diocese de Angra, tendo-a governado de 1758 a 1772.

## Biografia
Na sequência da renúncia ao bispado de Angra apresentada em 1755 por D. Frei Valério do Sacramento, o rei D. José I de Portugal por carta de 2 de Outubro de 1755 apresentou ao Papa Bento XIV a proposta de nomeação de António Caetano da Rocha para aquele cargo, o que foi confirmado por bula de 19 de Julho de 1756.
D. António Caetano da Rocha era doutor e lente na Faculdade dos Sagrados Cânones da Universidade de Coimbra, onde se tinha formado e recebido o presbiterado.
Sagrado bispo em Lisboa, o seu solene ingresso na diocese de Angra ocorreu a 21 de Novembro de 1758, dia em que desembarcou na cidade de Angra.
Nomeado em pleno período do absolutismo pombalino, este prelado foi considerado submisso aos poderes civis, limitando-se a desenvolver as acções estritamente ligadas ao seu ministério pastoral. Em sinal de fidelidade ao rei que o propusera, ordenou em 1759 que se fizessem cerimónias religiosas em sinal de regozijo público por D. José I ter sobrevivido ao atentado depois imputado aos Távoras e que daria origem ao famigerado processo dos Távoras. Essas cerimónias incluíram toque de sinos, luminárias, acção de graças, Santíssimo exposto, Te Deum e procissão pelas ruas da cidade.
Por ordem de Sebastião José de Carvalho e Melo, este bispo proibiu em 1759 que os padres da Companhia de Jesus fizessem livre uso do púlpito e da confissão, e em 1760, novamente por ordem do governo português, diligenciou junto da Câmara de Angra o cumprimento das ordens reais para que para que esta fizesse guardar no seu arquivo das três chaves a colecção de leis e breves pontifícios contra a violência dos jesuítas em Portugal. Pouco depois, nesse mesmo ano de 1760 foram os jesuítas expulsos dos Açores, decisão que causou consternação em Angra e granjeou inimizades ao bispo, já que este foi visto como mero instrumento do poder real.
Em consequência das inimizades que suscitou na cidade sede da diocese, e do difícil ambiente político que se seguiu à expulsão dos jesuítas, D. António iniciou um conjunto de visitas pastorais às ilhas do arquipélago que, na prática, o manteriam arredado da sua Sé Catedral até ao seu falecimento. Começou por visitar a ilha Graciosa, para onde partiu a 25 de Agosto de 1761, passando dali à ilha de São Jorge e daquela à ilha do Faial em 1763. Depois de uma breve estadia em Angra, partiu de visita pastoral à ilha de São Miguel, onde chegou a 18 de Março de 1765, ali permanecendo durante cerca de 6 anos e para ali chamando uns após outros os principais serviços da vida diocesana.
Sobre esta estadia em São Miguel, Francisco Ferreira Drumond, afirma:
Passando o bispo desta diocese D. António Caetano da Rocha a visitar a ilha de S. Miguel, para sob este especioso pretexto se livrar das inquietações que andavam em Angra, lá se demorou por espaço de seis anos; em cujo tempo a sua catedral sofreu muito, por deixar de ter aquela consideração, que lhe era própria, e não poderem os capitulares prover imediatamente às faltas mais urgentes, sendo uma deitas o concurso das dignidades, conesias e mais benefícios, que o bispo mandava fazer ante si; o que sendo por extremo de grande prejuízo inconveniência pública, deu lugar ao cabido se queixar, resultando da justa queixa o mandar el-rei, em 11 de Abril de 1772, que o bispo se recolhesse a Angra, para se pôr termo a tamanho vexame.
Face à reiterada ausência e à paulatina transferência do centro da diocese para Ponta Delgada, o cabido apresentou queixa ao rei, que em 1772 mandou o prelado recolher à sua Sé. O agravamento de enfermidades levou a que não tivesse regressado a Angra, falecendo na ilha de São Miguel a 21 de Junho de 1772, ficando sepultado na Igreja Matriz de Ponta Delgada.